# West Area Computers
A West Area Computing Unit (em português: Unidade de Computação da Área Oeste) foi um grupo de “computadores humanos” no Langley Memorial Aeronautical Laboratory do National Advisory Committee for Aeronautics (NACA) de 1943 a 1958. O grupo consistia inteiramente de matemáticas afro-americanas. O grupo estava entre as muitas mulheres matemáticas que iniciaram suas carreiras na pesquisa aeronáutica durante a Segunda Guerra Mundial. Por causa das leis raciais da Virgínia eles foram inicialmente forçados a usar refeitórios e banheiros separados. A segregação era tão completa que muitos funcionários brancos não sabiam da existência da Unidade de Computação da Área Oeste.
O grupo originalmente se reportava a superiores brancos. A partir de 1949, a matemática afro-americana Dorothy Vaughan liderou o grupo.
O grupo apoiou os engenheiros de pesquisa, aliviando-os de tarefas tediosas de aritmética e desenho. Especialmente nos testes de túnel de vento, os valores medidos foram registrados por meio de dispositivos de medição sendo filmados ou fotografados durante o teste. A tarefa agora consistia em avaliar os filmes e transferir os dados para tabelas. Esses dados ou quantidades deles derivados foram então desenhados em diagramas, com base nos quais os engenheiros realizaram testes adicionais.
A matemática Katherine Johnson, que recebeu a Medalha Presidencial da Liberdade em 2015, iniciou sua carreira no grupo, mas depois de duas semanas foi transferida para a Divisão de Pesquisa de Voo de Langley.

## Membros Notáveis
Em 1949, Dorothy Vaughan foi encarregada de supervisionar a West Computers. Ela foi a primeira gerente afro-americana da NASA. Vaughan foi uma matemática que trabalhou em Langley de 1943 até sua aposentadoria em 1971. Ela foi uma excelente programadora em FORTRAN , uma linguagem de programação de computador popular que é especialmente adequada para computação numérica e computação científica . Mary Jackson esteve envolvida em dinâmica de fluidos (correntes de ar) e testes de voo. Seu trabalho era obter dados relevantes de experimentos e conduzir testes. A matemática Katherine Johnson, que em 2015 foi nomeada Medalha Presidencial da Liberdade destinatário, juntou-se ao grupo West Area Computing em 1953. Ela foi posteriormente transferida para a Divisão de Pesquisa de Voo de Langley, onde realizou um trabalho notável, incluindo o fornecimento de análise de trajetória para o vôo espacial orbital do projeto MA-6 Mercury do astronauta John Glenn. Katherine começou sua carreira trabalhando com informações de testes de voo, mas mais tarde uma parte de seu trabalho de matemática e pesquisa foi usada em palestras chamadas Notas sobre Tecnologia Espacial e ministradas a muitos alunos. Essas palestras foram dadas por engenheiros que mais tarde moldaram o Grupo de Tarefas Espaciais, que ajudou nas viagens espaciais. O trabalho de todas as três mulheres (Vaughan, Johnson e Jackson) é apresentado no filme de 2016 Hidden Figures. Observe que este filme retrata incorretamente a NASA como segregada. A dessegregação ocorreu em 1958 na transição da NACA para a NASA.

## Protesto contra a segregação
Algumas pessoas West Computers se envolveram em pequenos atos de protesto contra a segregação em Langley. Muitos pequenos protestos ocorreram no refeitório segregado, já que as mulheres de cor eram proibidas de entrar no refeitório branco. Miriam Mann removeu repetidamente as placas indicando onde as "garotas de cor" podiam sentar para fazer suas refeições. Tanto Katherine Johnson quanto Mary Winston Jackson se recusaram a usar os refeitórios segregados e comiam exclusivamente em suas mesas. Katherine Johnson também se recusou a usar banheiros separados, já que eles estavam no lado oposto do campus, então ela usou um banheiro sem identificação. Depois de descobrir que os homens de sua equipe estavam participando de reuniões para compartilhar informações importantes sobre suas tarefas atuais, Katherine Johnson também começou a participar dessas reuniões, apesar de nenhuma outra mulher ter sido convidada a participar. Ela participou fortemente durante essas reuniões, fazendo perguntas com frequência e participando de discussões.
Christine Darden tornou-se engenheira depois de demonstrar que possuía ou excedia todas as habilidades e qualificações que os engenheiros do sexo masculino tinham e pediu para ser transferida para o pool de engenharia em vez de continuar a ser uma “computadora humana”.